# ヴィボルグ湾
座標: 北緯60度35分 東経28度31分 / 北緯60.583度 東経28.517度
ヴィボルグ湾（ヴィボルグわん、ロシア語: Выборгский залив, フィンランド語: Viipurinlahti, スウェーデン語: Viborgska viken, 英語: Vyborg Bay）は、バルト海・フィンランド湾の東端から北東に延びる入り江である。最深部にはヴィボルグ市が位置している。ヴィボルグのフィンランド語名に基づき、ヴィープリ湾とも呼ばれる。フィンランドのサイマー湖との間が、サイマー運河で結ばれている。
1790年に、ロシアとスウェーデンの間で合計498隻の軍艦によるヴィボルグ湾の戦い (en) と呼ばれる大規模な海戦の舞台となった。